# 3e arrondissement de Cotonou
Pour les articles homonymes, voir 3e arrondissement.
Le 3e arrondissement de Cotonou est l'un des treize arrondissements de la commune de Cotonou dans le département du Littoral au Bénin.

## Géographie
Le 3e arrondissement de Cotonou est situé dans le Sud du Bénin et compte treize quartiers que sont Adjegounle, Adogleta, Gbenonkpo, Hlacomey, Kpankpan, Midombo, Segbeya Nord, Segbeya Sud, Agbato, Agbodjedo, Ayelawadje I, Ayelawadje II et Fifatin.

## Démographie
Selon le recensement de la population de 2013 conduit par l'Institut national de la statistique et de l'analyse économique (INSAE), le 3e arrondissement de Cotonou compte 69 991 habitants.

## Infrastructures
Le Pont Martin Luther King de Cotonou permet de relier la rive Est et Ouest de la Lagune de Cotonou, un chenal qui sépare également le 4e arrondissement du 3e.

### Lieu de cultes
L'arrondissement abrite plusieurs lieux de cultes dont l’Église Notre Dame de Sacré cœur.

### Galerie de photos

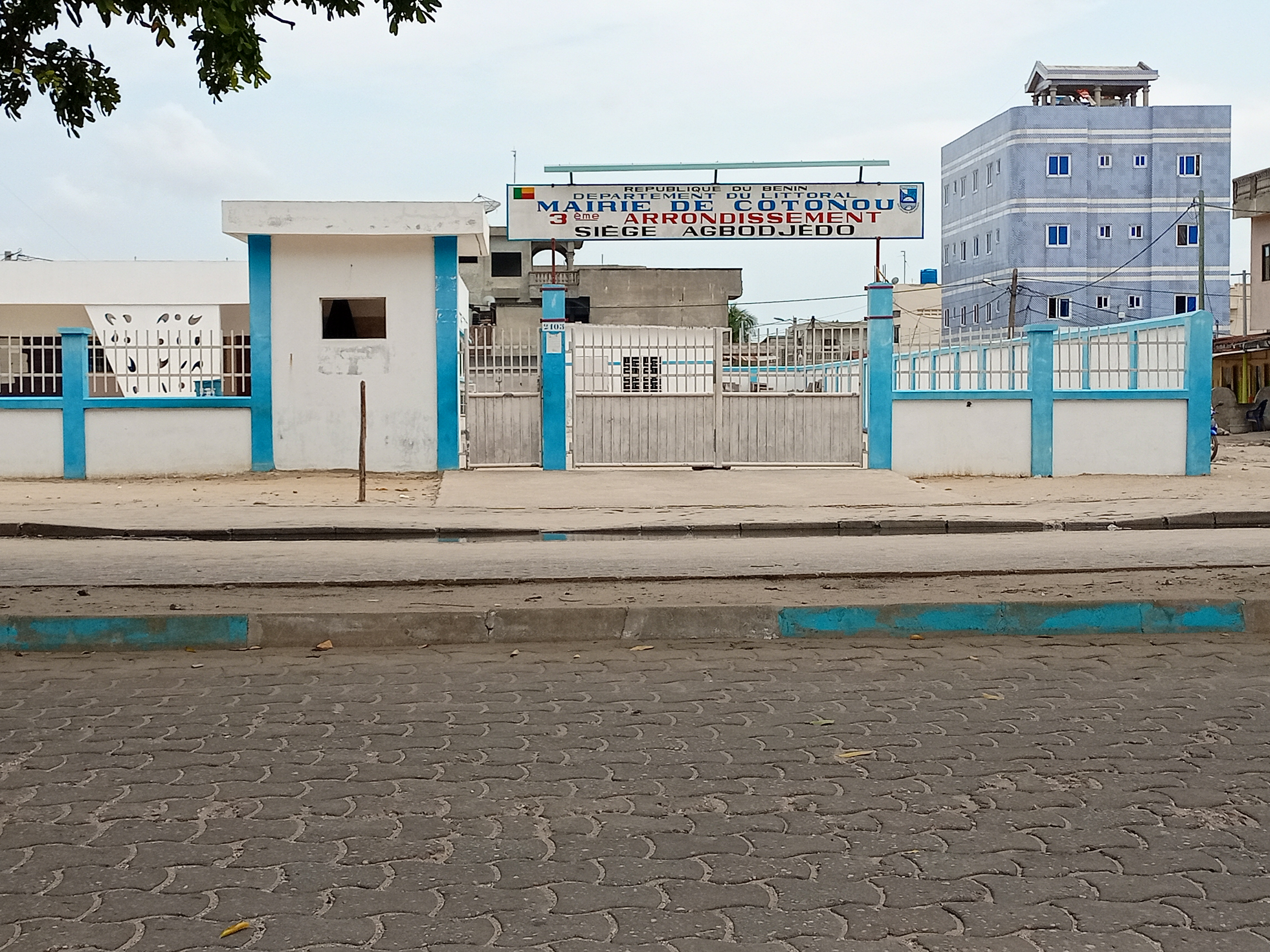
3ème Arrondissement de Cotonou (Siège d'Agbodjèdo).

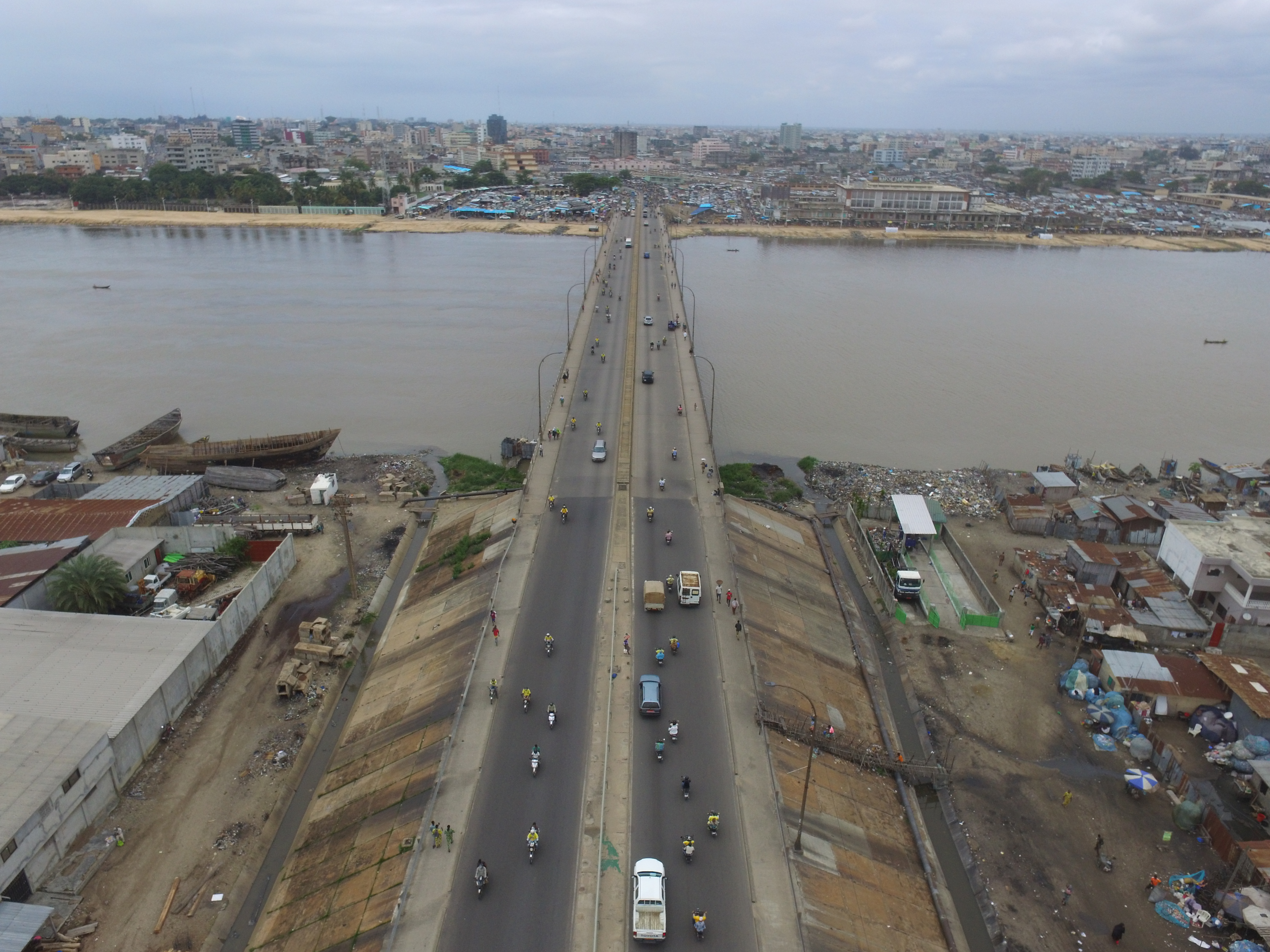
Pont Martin Luther King de Cotonou, Benin